# Дроґобича
Дроґобича (пол. Drogobycza) — село в Польщі, у гміні Возьники Люблінецького повіту Сілезького воєводства.